# Caio Prado Júnior
Caio da Silva Prado Júnior (São Paulo, 11 de febrero de 1907 – São Paulo, 23 de noviembre de 1990) fue un historiador brasileño.
Sus trabajos inauguraron una tradición historiográfica identificada con el marxismo, pero crítica con el etapismo estalinista y el reduccionismo.

## Biografía
Caio Prado se graduó con una licenciatura en Derecho en la Facultad de Derecho de la Universidad de São Paulo en 1928, donde más tarde se convertiría en profesor de economía política. Estuvo políticamente activo en los años 1930 y los 40s, incluso durante la Revolución de 1930. En 1933, publicó su primer libro (La evolución política de Brasil) - un intento para entender la historia política y social del país. En 1934 fue parte de la Fundación de la Asociación de los geógrafos brasileños.
Tras un viaje por la Unión Soviética, en tiempos que gobernaba Iósif Stalin, publicó URSS: Un Mundo Nuevo, que fue prohibido por el presidente Getúlio Vargas. Luego se unió a la Alianza Nacional Libertadora, en la que fue presidente en São Paulo.
En 1942 publicó el clásico La Formación del Brasil Contemporáneo - Colonia, la que debió ser la primera parte de un trabajo sobre la evolución histórica brasileña. De todas formas, los siguientes volúmenes nunca fueron escritos. En 1945 fue elegido Diputado del Estado de São Paulo por el Partido Comunista Brasileño. En 1948 publicó el periódico A Plateia, y en 1943, con Monteiro Lobato y Arthur Neves fundó la Editora Brasiliense, para la cual, luego publicó Revista Brasiliense entre 1956 y 1964. Después de 1964 fue perseguido por la dictadura militar.
En 1966 fue elegido Intelectual del Año por la Unión Brasileña de Escritores, tras la publicación de Revolución Brasileña.